# Jugendbrigade
Als Jugendbrigaden werden überwiegend Arbeitsgruppen bezeichnet, die als sozialistische Brigaden eingesetzt wurden.

## Deutsche Demokratische Republik

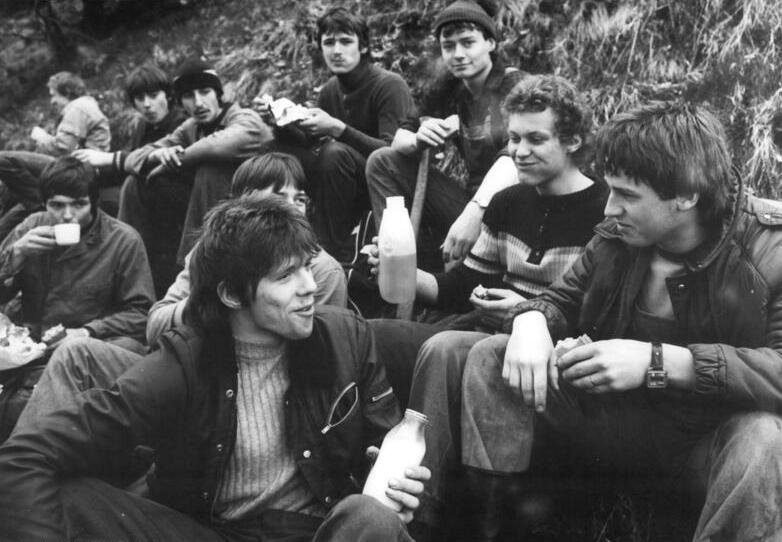
Jugendbrigade im Forst bei der Pause, 1985

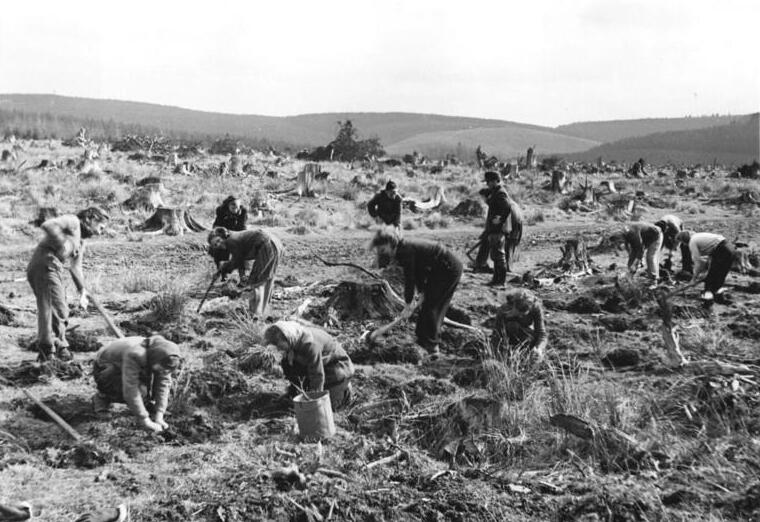
Jugendbrigade bei der Aufforstung, Benneckenstein, 1951

In der Deutschen Demokratischen Republik (DDR) waren Jugendbrigaden Sozialistische Brigaden oder andere Gruppierungen im Wirtschaftsleben.
Nachdem auf dem Gebiet der DDR die Planwirtschaft eingeführt wurde, entstanden die ersten, Jugendproduktionsgruppen genannten Arbeitsgruppen aus Jugendlichen in volkseigenen Betrieben. Laut Horst-Otmar Henneberg existierten im Jahr 1948 etwa 500 und im Jahr 1949 dann etwa 3000 dieser Gruppen. Das Jugendgesetz vom 8. Februar 1950 wurde Anfang 1954 durch eine Anordnung ergänzt, die eine Aufstellung von Jugendförderplänen vorsah. Im Jahr 1956 wurde erstmals die Auszeichnung Hervorragende Jugendbrigade der Deutschen Demokratischen Republik vergeben. Im Frühjahr 1959 hatten die Jugendbrigaden 40.000 Mitglieder, im Jahr 1970 schon 178.000 Mitgliedern in 14.000 Jugendbrigaden. Das Jugendgesetz der DDR vom 4. Mai 1964 schrieb die Bildung von Jugendbrigaden vor, um das „Streben der Jugendlichen nach eigener Verantwortung“ zu unterstützen; auch im Nachfolgegesetz vom 28. Januar 1974 waren die Jugendbrigaden fest verankert. Die Zahl der Mitglieder in Jugendbrigaden stieg stetig; 1980 waren es 433.000, im Jahr 1986 dann 575.000 Jugendliche.
Die Lenkung der Brigaden sollte durch den Freien Deutschen Gewerkschaftsbund (FDGB) und die Freie Deutsche Jugend (FDJ) erfolgen, jedoch funktionierte das nicht wie proklamiert. Die Jugendbrigaden hatten tatsächlichen weite Gestaltungsräume.
Jugendbrigaden wurden durch Entscheidung der Mitglieder selbst gebildet. Lehrlinge durften keine Jugendbrigaden bilden oder in solchen Mitglieder sein. Daraus resultierte faktisch ein Mindestalter von 18 Jahren, analog zur FDJ-Mitgliedschaft betrug das Höchstalter 25 Jahre.
Die Motivation, Mitglied in Jugendbrigaden zu werden, resultierte teils aus dem Generationenkonflikt, teils aus der Möglichkeit für die Jugendlichen, Kontakt zueinander zu finden, aber auch in einer ideologischen Überzeugung, in einem Konkurrenzstreben sowie aus Unzufriedenheit mit den Verhältnissen im Betrieb.

## Jugoslawien

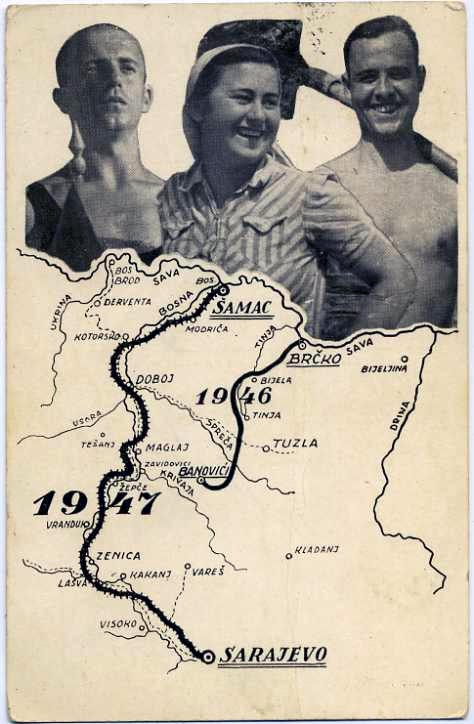
Plakat, mit dem für den Bau der Bahnstrecken Brčko–Banovići und Šamac–Sarajevo geworben wurde.

Im Nachkriegs-Jugoslawien war besonders bei den Jugendlichen nach dem Sieg der Kommunisten die Motivation zum Wiederaufbau des Landes groß. Mangels finanzieller Mittel baute der Staat Dämme, Kraftwerke, Stahlwerke, Straßen und Eisenbahnen mit einer Art Zwangsarbeitsdienst, indem Jugendliche vom Land ohne Aussicht auf Erwerbsmöglichkeiten zu Arbeitsbrigaden ausgehoben wurden. Diese jungen Arbeiter erhielten keinen Lohn in Bargeld, sondern nur kostenlose Unterkunft und Verpflegung.
Die erste von Jugendbrigaden erbaute Eisenbahn war die 92 Kilometer lange Strecke Brčko–Banovići. Sie wurde in nur 190 Tagen Bauzeit von über 60 000 Jugendlichen, darunter 2000 freiwilligen Ausländern, erbaut und am 7. November 1947 eröffnet. Beim Bau der am 16. November 1947 eröffneten Strecke Šamac–Sarajevo kamen 210 000 Jugendliche aus Jugoslawien und 42 anderen Ländern zum Einsatz, darunter Olof Palme, Pierre Trudeau, Pierre Alechinsky und Jurij Brězan. 1951 bauten zwei Jugendbrigaden in zehn Monaten die Bahnstrecke Doboj–Banja Luka.

## Schweiz
In Freiburg im Üechtland in der Schweiz wird eine von der Kantonspolizei gebildete Einheit als Jugendbrigade bezeichnet, die seit dem 1. Januar 2005 für Straftäter unter 18 Jahren zuständig ist.